# Baburka (wieś)
Baburka (ukr. Бабурка) – wieś na Ukrainie w rejonie zaporoskim obwodu zaporoskiego, podlegająca silskiej radzie Dołynske. Liczy 362 mieszkańców.
Położona nad rzeczką Średnia Chortyca.
Miejscowość założona w 1785 na terenie dóbr kozackiego esauła w służbie rosyjskiej Iwana Babury. W 1803 powstała tu, w obrębie włości chortyckiej (Хортицька волость), niemiecka kolonia pod nazwą Burwald (Burwalde, Бурвальд). Założycielami osady byli mennonici z Prus Królewskich. W 1886 w miejscowość liczyła 489 mieszkańców i 63 domy, Znajdowały się tu dom modlitwy, szkoła, sklep.